# Digby (Nueva Escocia)
Digby es un pueblo canadiense situado en la provincia de Nueva Escocia.

## Superficie
Digby tiene una superficie de 3,16 km².

## Demografía
En 2021, tenía 2001 habitantes, una densidad poblacional de 634 hab./km², y 1133 viviendas.